# Molly Williams
Molly Williams (bl. 1818) gilt als die erste bekannte Feuerwehrfrau in den Vereinigten Staaten von Amerika.
Sie gehörte als Sklavin zum Haushalt des New Yorker Kaufmanns Benjamin Aymar, der als freiwilliger Feuerwehrmann in der Oceanus Engine Company #11 aktiv war. Zuerst nur als Köchin im Feuerwehrhaus angestellt, begleitete sie nach kurzer Zeit die Männer des Zuges mit zu Einsätzen. Bekannt wurde hier vor allem ihr Einsatz im Jahr 1818 bei einem Blizzard, der New York traf. Die Männer der Einheit waren von einer gleichzeitig aufgetretenen Grippewelle geschwächt und Williams zog die Pumpe der Einheit fast alleine zum Einsatzort.
Erst im Jahr 1982 sollte es erneut Feuerwehrfrauen beim New York Fire Department geben. Brenda Berkman musste hierzu erst den Staat New York verklagen.